# 新人民連合環境・社会
新人民連合環境・社会（しんじんみんれんごうかんきょう・しゃかい、仏語: Nouvelle Union Populaire écologiste et sociale 略称: NUPES "ニュープス"）は、ジャン＝リュック・メランションが率いるフランスの政党連合である。 2022年のメーデーに結成され、不服従のフランス、社会党、フランス共産党、ヨーロッパ・エコロジー＝緑の党、アンサンブル！、ジェネラスィヨンスおよびそれぞれのパートナーが加盟している。反資本主義新党とも交渉が行われたが、反資本主義新党は、社会党と乗り越えられないイデオロギーの違いがあるため参加しないと発表した。以前に独自の政党連合である共和左翼連盟を発表していた共和社会左翼は、協定が正式に成立した翌日、それとその加盟政党がNUPESへの加盟交渉に応じると発表した。
不服従のフランスのプレスリリースによると、人民連合の明確な目標は、2022年フランス国民議会選挙でマクロン派を過半数割れにし、極右を打ち負かすことである。人民連合が過半数の議席を獲得した場合、メランションが首相になる。
| 政党                         | 略称 | イデオロギー                        | 政治的立場 | 代表                                                |
| ---------------------------- | ---- | ----------------------------------- | ---------- | --------------------------------------------------- |
| 不服従のフランス             | LFI  | 民主社会主義 左派ポピュリズム       | 左派       | アドリアン・カトネン                                |
| 左翼党                       | PG   | 民主社会主義 左派ポピュリズム       | 左派       | ジャン・クリストフ・セリン エレーヌ・ル・キャシュー |
| アンサンブル！               | E!   | 社会主義 エコ社会主義               | 左派       | 集団指導体制                                        |
| ピカルディデブー             | PD   | 左派ポピュリズム 経済ナショナリズム | 左派       | フランソワ・ルフィン                                |
| 生活者環境革命党             | REV  | エコ社会主義                        | 左派       | アイメリック・キャロン                              |
| ヨーロッパエコロジー＝緑の党 | EELV | 緑の政治                            | 中道左派   | ジュリアン・バイユー                                |
| ジェネラスィヨンス           | Gs   | 社会民主主義 民主社会主義           | 左派       | ブノワ・アモン                                      |
| 新民主党                     | ND   | 社会自由主義 社会民主主義           | 中道左派   | オーレリアン・タシェ エミリー・キャリウ             |
| 環境世代                     | GÉ   | 緑の政治                            | 左派       | デルフィーヌバソ                                    |
| 社会党                       | PS   | 社会民主主義                        | 中道左派   | オリヴィエ・フォール                                |
| フランス共産党               | PCF  | 社会主義 共産主義                   | 左派       | ファビアン・ルーセル                                |

## 出来事
2022年10月24日、国民議会において予算案が審議されている最中、NUPESが主導して不信任決議案の審議を行ったところ、国民連合は賛成したが、同じく野党である共和党が反対に回ったため、決議案は否決された。

## 目標
この組織は2022年の議会総選挙で共通の候補者を選出するために、主要な左翼勢力を結集することを目的としている。
参加者たちは以下のようないくつかの事項をもとに集まっている。
- 最低賃金を1,500ユーロに引き上げる
- 60歳定年制の復活
- 生活必需品価格凍結
- 経済計画
- フランス第六共和国（共和制）の設立[7]
- 若者のための自律手当を支給[8]

この連合は、エマニュエル・マクロン大統領に保革共存（cohabitation）を押し付けるために、国民議会で過半数を獲得し、ジャン＝リュック・メランションを首相に任命する野望を持っている。

## 政府の共同計画
2022年5月19日（木）、新人民連合環境・社会の政府の共同計画（Programme partagé de gouvernement）が発表され、ネット上で公開されました。これは8つの章に分かれた650個の提案から構成されている。
- 社会進歩・仕事・年金
- エコロジー、生物多様性、気候、共通財、エネルギー
- 富裕層と租税正義
- 公共サービス：健康、教育、文化、スポーツ
- 第六共和制と民主主義
- 安全・正義
- 平等と差別との闘い
- 欧州連合と国際関係

4党はこれらの施策の95%で合意しているが、33個の施策については意見の相違があることを認めている。左翼が勝利した場合、各党が主張を述べる国会討論が行われ、議会で決定すること。